# Maksímovka (Volgograd)
|  | Per a altres significats, vegeu «Maksímovka». |

Maksímovka (en rus: Максимовка) és un poble (un khútor) de l'óblast de Volgograd, a Rússia, segons el cens del 2010 tenia 66 habitants. Pertany al districte municipal de Pal·làssovka.